# Oudegracht (Utrecht)

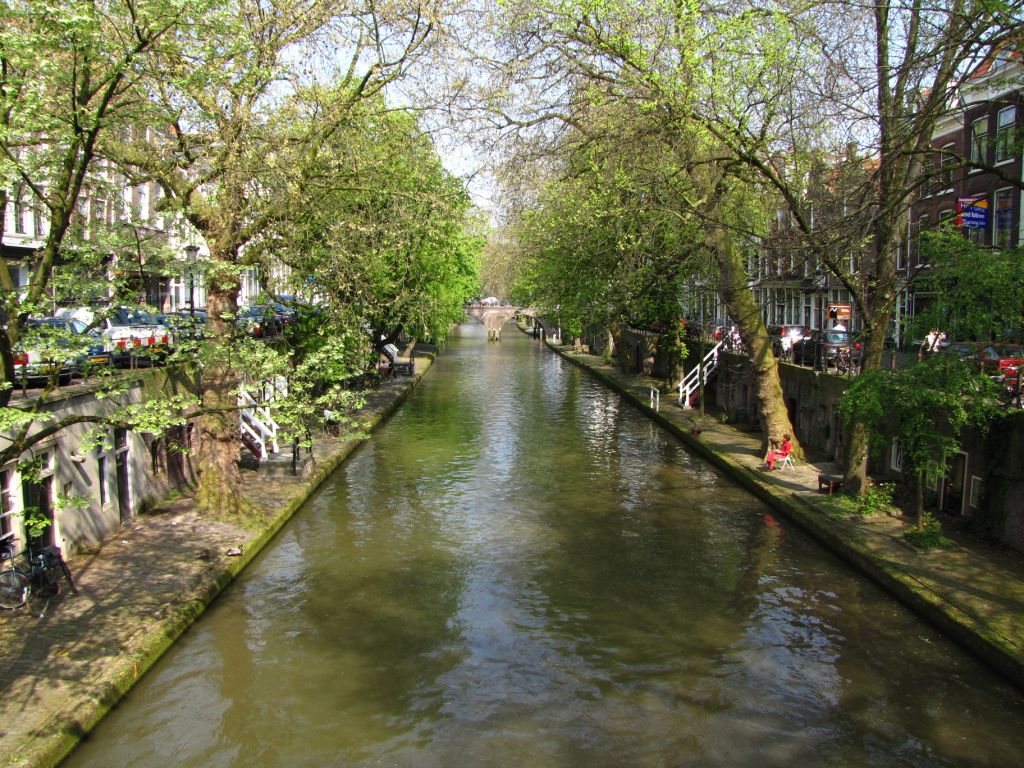
Oudegracht

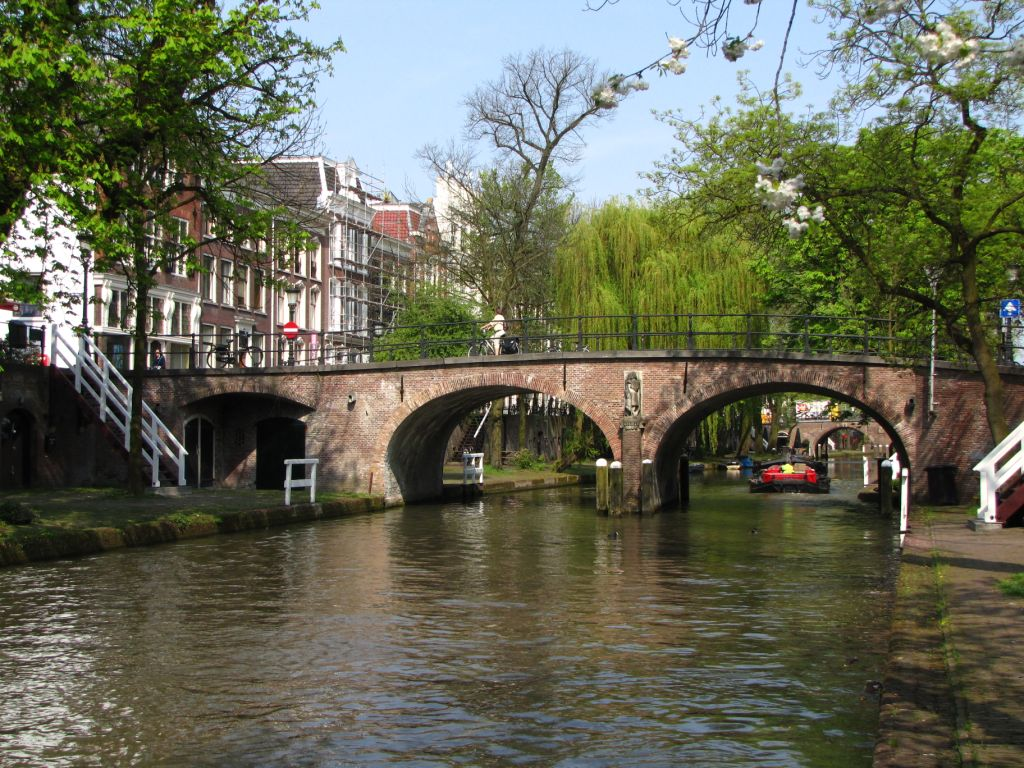
Geertebrug

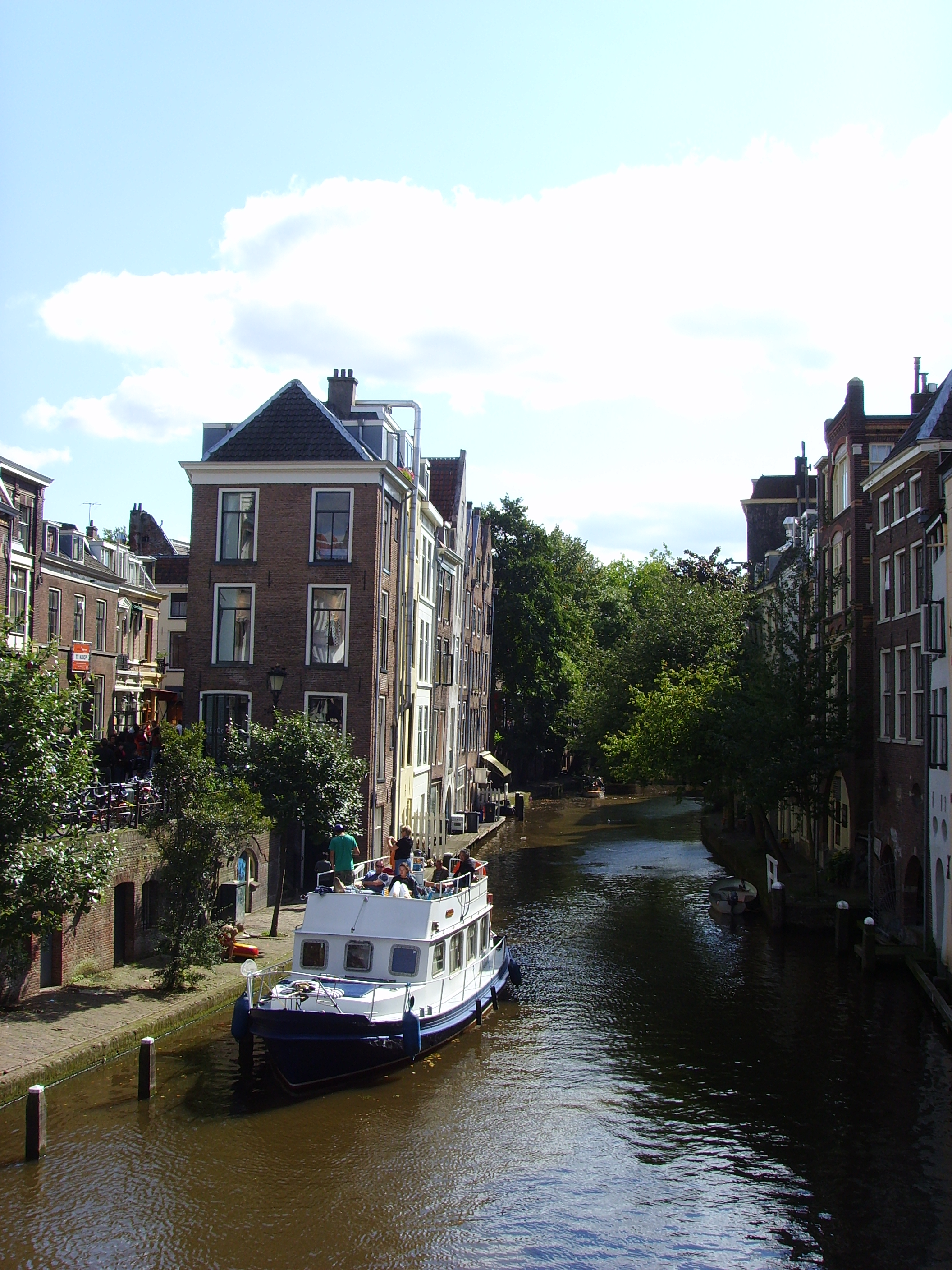
Oudegracht gezien vanaf de Maartensbrug in zuidelijke richting. Links van de gracht de bebouwing aan de Donkere Gaard, rechts de achterkant van de huizen aan de Lijnmarkt

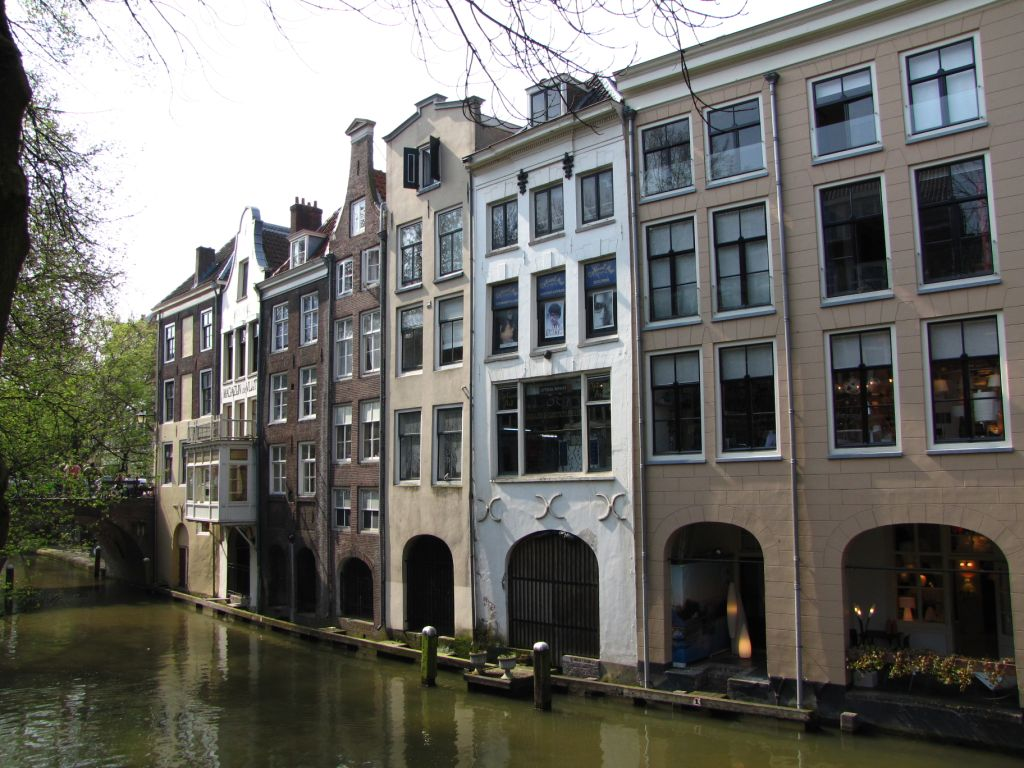
Achterzijde van de huizen aan de Lijnmarkt

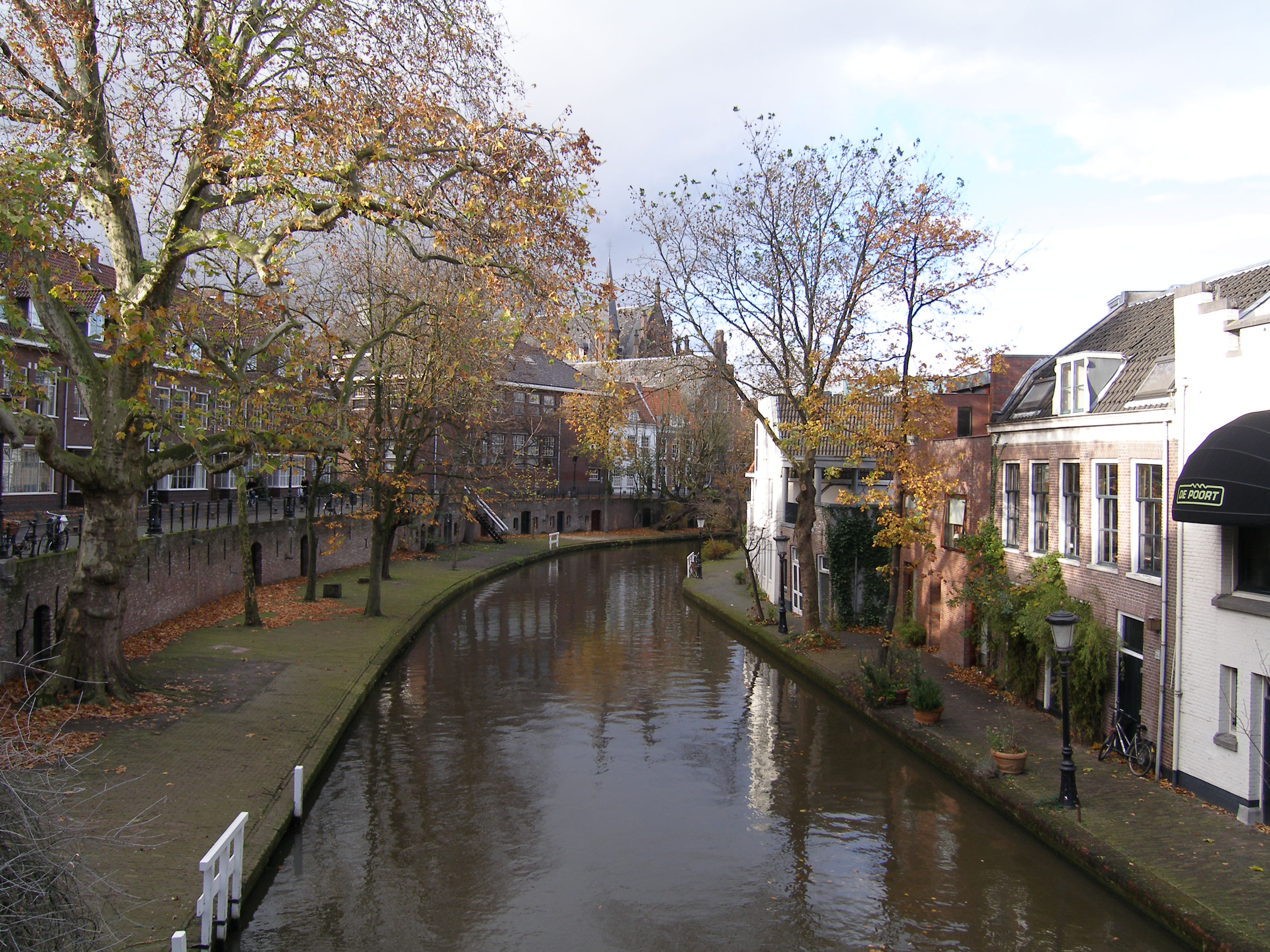
Oudegracht vanaf de Bijlhouwersbrug naar het noorden. Rechts de Twijnstraat aan de Werf, met de bebouwing direct op de werf

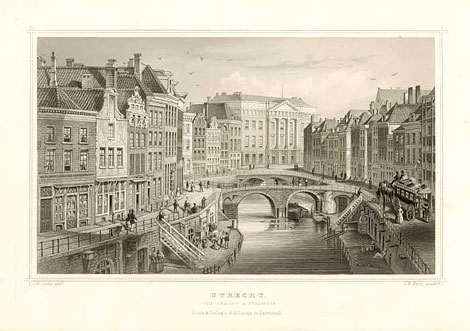
Oudegracht met het stadhuis omstreeks 1850

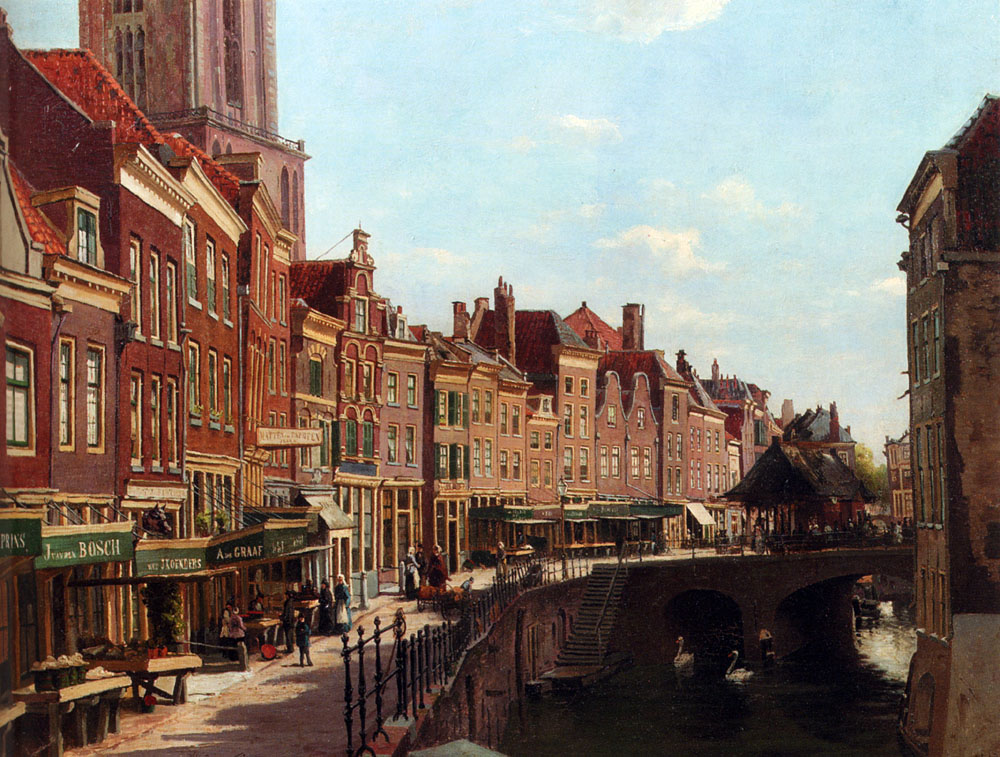
De Oudegracht bij de Vismarkt op een schilderij uit 1883 van Willem Oppenoorth (1847-1905)

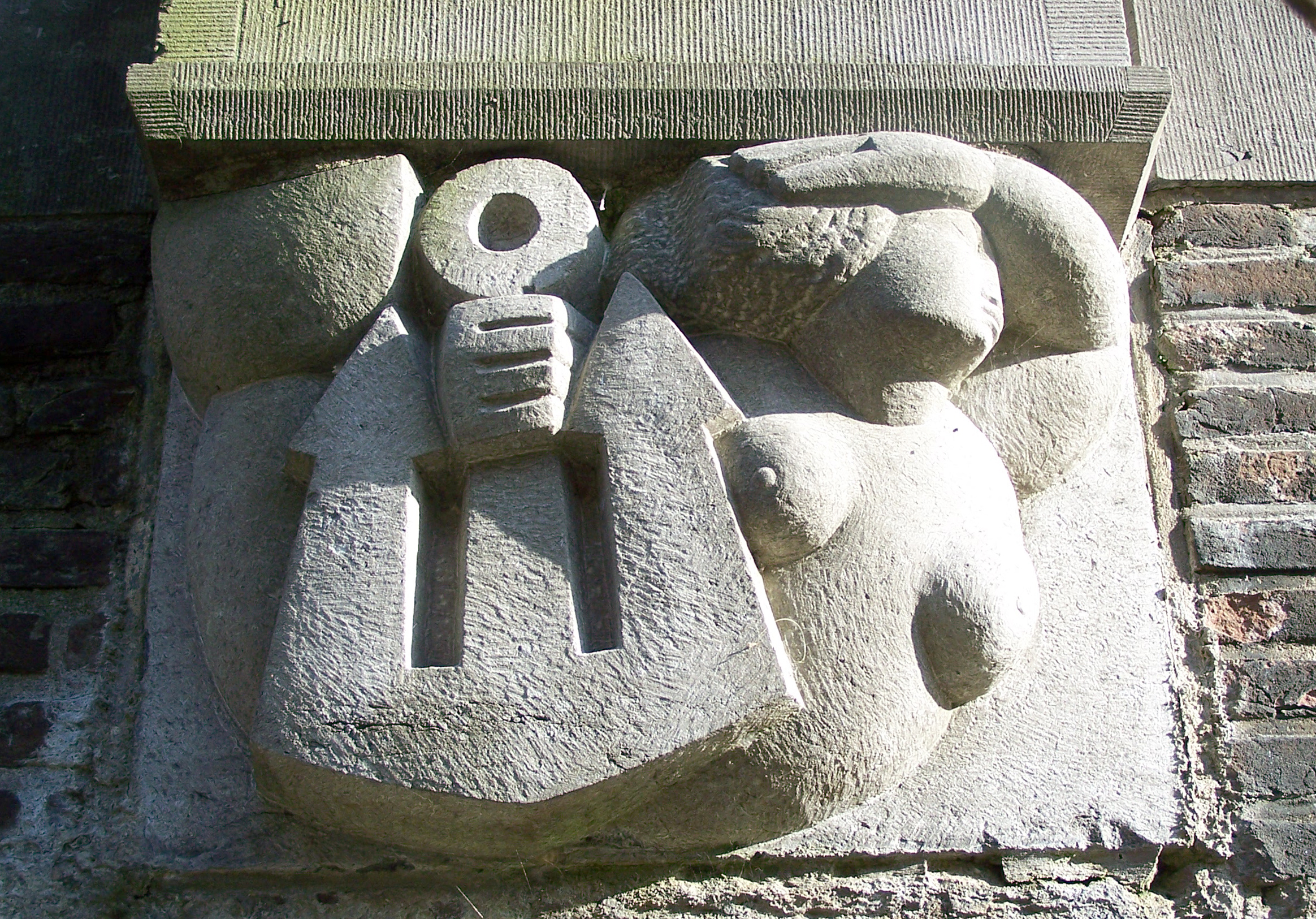
Console van een straatlantaarn

De Oudegracht is de bekendste gracht in de Nederlandse stad Utrecht. De ongeveer twee kilometer lange gracht is te beschouwen als het verbindingsstuk tussen de Kromme Rijn en de Vecht en doorsnijdt de gehele binnenstad van zuid naar noord. Eeuwenlang is zij de hoofdader van de stad geweest. Het systeem van werven en werfkelders van de Utrechtse Oude- en Nieuwegracht is op deze schaal uniek in de wereld. In 2008 was er sprake van een voordracht van het grachten-, bruggen- en wervenstelsel voor de werelderfgoedlijst van UNESCO, maar zo'n nominatie heeft nog niet plaatsgevonden.

## Ontstaan
In de Romeinse tijd en in de vroege middeleeuwen lag Utrecht bij de plek waar de Vecht zich afsplitste van toenmalige hoofdtak van de Rijn, de huidige Kromme Rijn en Oude Rijn. Deze rivieren werden steeds slechter bevaarbaar en werden daarom geleidelijk vervangen door een stelsel van kanalen waarvan de huidige Oudegracht een onderdeel is.
Waarschijnlijk volgt het gedeelte van de Oudegracht tussen de Stadhuisbrug en de Bakkerbrug de loop van de oude Rijntak. Het gedeelte tussen de Gaardbrug en de Stadhuisbrug werd mogelijk al vroeg gegraven als deel van de omgrachting van het voormalig Utrechtse castellum, dat in de middeleeuwen was omgevormd tot de bisschoppelijke burcht. De eerste brug over de Oudegracht was de Maartensbrug, die toen nog de Borchbrug heette. Deze brug vormde de enige toegang tot de burcht en verbond die met aan de westzijde ervan gelegen handelswijk Stathe.
Het noordelijk deel van de Oudegracht, tussen de Bakkerbrug en de Zandbrug, is vermoedelijk aan het eind van de tiende eeuw gegraven als verbindingsstuk tussen de Rijn en de Vecht, toen de Rijn naar het westen toe begon te verzanden. Op deze manier werd een nieuwe handelsroute gecreëerd vanuit Stathe naar het Almere.
In 1122 werd een dam aangelegd in de Rijn bij Wijk bij Duurstede waardoor het waterpeil in Utrecht daalde. De schade die deze dam aan de Utrechtse handel dreigde toe te brengen werd gecompenseerd met het graven van een nieuw kanaal, de Vaartsche Rijn van Utrecht naar de Hollandsche IJssel. Nadat Utrecht in hetzelfde jaar 1122 stadsrechten had verkregen werd begonnen met het graven van het zuidelijk deel van de Oudegracht, tussen de Bijlhouwerbrug en Gaardbrug. Dit was het verbindingsstuk tussen de Vaartsche Rijn en de handelswijk Stathe. De stad werd in deze periode voorzien van een verdedigingsgracht en werd omwald, later ommuurd. Komende van buiten de stad kwam de toegang over water tot de Oudegracht in het noorden langs de Weerdpoort, of uit het zuiden langs de Tolsteegpoorten te liggen.
De Oudegracht was met het graven van het zuidelijk deel voltooid, al zou de naam pas in zwang komen na de aanleg van de Nieuwegracht rond 1393. De Oudegracht werd gebruikt als aan- en afvoerroute voor handelswaar en bouwmateriaal. Het water uit de gracht werd gebruikt voor allerlei productieprocessen, zoals bier brouwen en leerlooien en als bluswater.

## Werven
Bij het graven van de grachten werd de afgegraven grond gebruikt om de oevers op te hogen. Op deze manier werd het overstromingsgevaar verkleind. Op de hoge oevers kwam een weg te liggen met daarachter de huizen van kooplieden. Aanvankelijk liepen de oevers schuin af naar het water, maar al in de tweede helft van de twaalfde eeuw kwam men op het idee om tunnels te graven vanaf de aanlegplaatsen aan het water naar de kelders onder de huizen op de oevers.
Door het bouwen van waterwerken kreeg men het waterpeil in de Oudegracht onder controle. Daardoor kreeg het waterpeil een constant laag niveau en werden de opslagkelders van de woningen op grote schaal onder de straten naar de gracht doorgetrokken. Vóór deze kelders werden nieuwe kaden aangelegd. Zo zijn de typische werven en werfkelders ontstaan. Toen het proces in de vijftiende eeuw was voltooid was een twee kilometer lange haven met dubbele kade ontstaan, eeuwenlang de levensader van de stad Utrecht.
De werven en kelders waren vanaf het begin particulier bezit van de eigenaar van het pand aan de gracht. Er bestond een grote variatie aan kelders en werven. Nadat het straatniveau door ophoging nog een stuk gestegen was, werden in de zestiende en zeventiende eeuw de kelders vaak verhoogd. Tot de achttiende eeuw waren zij aan de werfzijde gewoonlijk afgesloten door een houten hek, daarna ging men geleidelijk over op stenen muren. Ook verschenen de eerste ijzeren balustrades op de werfmuren, die langzamerhand de stenen borstweringen zouden vervangen.
Aan het eind van de negentiende eeuw verloren de werven en de werfkelders hun handels- en opslagfunctie en trad een periode van verval in. Vanaf 1948 heeft de gemeente Utrecht de werven en werfmuren in eigendom verworven, waarna een proces van restauratie maar ook van uniformering aanbrak. Hekken en schuttingen tussen de grondstukken werden verwijderd. Pas sinds die tijd is er sprake van de werven als een soort openbare straat langs de gracht.
Sinds de jaren zestig werden meerdere werfkelders in gebruik genomen als uitgaansgelegenheden, met name voor jongeren. Zo zat bijvoorbeeld van 1982 tot 2006 in de kelders van Oudegracht 43-45 homodisco De Roze Wolk. Sindsdien zijn de werfkelders langs de Oudegracht in toenemende mate in trek bij horeca-ondernemers. Er zijn onder andere veel restaurants gevestigd, meestal met terras langs de gracht. Door deze horeca zijn de werven nog altijd functioneel: de bevoorrading vindt deels per bierboot plaats.

## Afwijkende gedeelten
Enkele gedeelten van de Oudegracht wijken af van het patroon met straten, werven en kelders. Dat geldt onder meer voor het gedeelte tussen de Gaardbrug en de Stadhuisbrug. Langs dit stukje gracht, dat tussen de oudste handelsnederzetting en het kerkelijke centrum rond de Dom doorliep, zijn andere oplossingen ontstaan voor het overbruggen van het hoogteverschil. Bij de Donkere Gaard staat een rijtje huizen tussen de straat en de gracht, met de achtergevel rechtstreeks in het water. Deze bebouwing was al halverwege de twaalfde eeuw in aanleg aanwezig. Zulke bebouwing staat ook langs de noordelijke helft van de Choorstraat.
Vergelijkbare bebouwing heeft tot diep in de zeventiende eeuw tussen de Stadhuisbrug en de Bezembrug op de zuidzijde (de Snippenvlucht) gestaan. Hier liepen echter nog werven achter de huizen langs. Langs de Lijnmarkt ontstonden aan de grachtzijde eveneens huizen die oorspronkelijk nog ruimte voor werven overlieten. In 1340 kregen de bewoners toestemming om hun zeer ondiepe huizen over de werven heen te bouwen, op voorwaarde dat de werven toegankelijk zouden blijven. Nog altijd is hier een galerij langs het water aanwezig.
Ten slotte is tussen Bijlhouwersbrug en Vollersbrug aan de oostzijde nog en andere variant ontstaan: hier staat de bebouwing langs de werf op een talud dat vanaf de Twijnstraat naar de Oudegracht afloopt (Twijnstraat aan de Werf).

## Gebruik
Om met paarden op de werven te kunnen komen werden de wedden aangelegd, een soort gangen die van het straatniveau naar de werven afliepen. Er zijn er minstens vier geweest. Een ervan was bij het Wed, vandaar de naam van het straatje, een ander lag naast de Viebrug. Alleen die op de Ganzenmarkt en bij de Tolsteegbarrière zijn er nog.
Onderaan het wed op de Ganzenmarkt werd in 1402 de stadskraan gebouwd. Het was een hijsconstructie waarmee goederen van de boten op de werf getakeld werden. Bij de stadskraan bevond zich de stadswaag in het huis Keyzerrijk, waar de goederen vervolgens gewogen werden. De gietijzeren beelden (die kariatiden heten) van de naburige Winkel van Sinkel betekenden het einde van de stadskraan, want deze begaf het bij het lossen. Deze vier beelden kwamen uit Engeland, en werden liefkozend door de mensen "de Britse hoeren" genoemd. De omtrek van de verdwenen kraan is op de werf aangegeven.
Tussen 1175 en 1500 lieten (voormalige) ministerialen, rijk geworden patriciërs en edelen aan de Oudegracht grote stenen huizen bouwen die weerbaar waren of leken, ook wel stadskastelen genoemd. Van deze huizen heeft Oudaen (Oudegracht 99) het best zijn middeleeuwse voorkomen bewaard. Minder goed tot nauwelijks bewaard gebleven stadskastelen zijn onder meer Drakenburg (Oudegracht 114), Fresenburch (Oudegracht 113), Het Keizerrijk (onderdeel van het stadhuis, hoek Oudegracht/Ganzenmarkt), Rodenburg (Oudegracht 218) en Payenborg (Oudegracht 320).
Onder de straatlantaarns langs de Oudegracht zijn vanaf 1953 gebeeldhouwde consoles geplaatst met tientallen verschillende taferelen, voor een overzicht zie het artikel Lantaarnconsoles in de Utrechtse Binnenstad.

## Bruggen
De Oudegracht wordt overspannen door zestien bruggen. Daarvan hebben de Bijlhouwerbrug, de Stadhuisbrug, de Bezembrug, de Jansbrug, de Viebrug en de Zandbrug één boog, de overige twee bogen. Van zuid naar noord:
- Bijlhouwersbrug, bij de vroegere Tolsteegpoort
- Vollersbrug, bij de Lange Rozendaal
- Geertebrug, bij de Geertestraat
- Smeebrug, bij de Lange en de Korte Smeestraat
- Weesbrug, bij de Reguliersteeg
- Hamburgerbrug, bij de Hamburgerstraat
- Gaardbrug, bij het begin van de Lijnmarkt
- Maartensbrug, bij de Servetstraat. Genoemd naar Sint-Maarten, de schutspatroon van de Dom en van de stad Utrecht. De Maartensbrug is de oudste brug over de Oudegracht en werd tot in de zestiende eeuw Borchbrug genoemd.
- Kalisbrug of Visbrug, ter plekke van de Vismarkt. In het midden van de zestiende eeuw ontstaan door samentrekking van twee oudere bruggen, de Corduanierbrug en de Kalisbrug. Hierdoor ontstond een soort pleintje waarop markt gehouden werd.
- Stadhuisbrug, bij het stadhuis. In 1547 ontstaan door samentrekking van twee oudere bruggen, de Huidenbrug en de Broodbrug, waardoor een soort plein ontstond voor het stadhuis, dat rond dezelfde tijd verbouwd werd.
- Bezembrug, bij Oudegracht 157
- Bakkerbrug, bij de Bakkerstraat
- Jansbrug, ongeveer bij de Zakkendragerssteeg
- Viebrug, bij de Lange Viestraat. De eerste brug werd hier eind dertiende eeuw gebouwd. Het was de enige brug over de Oudegracht met drie bogen. Na enkele verbredingen, als gevolg van het drukker wordende verkeer door de Lange Viestraat en de Potterstraat, werd in 1929 de oude brug geheel vervangen door een veel breder exemplaar van beton, met één overspanning.
- Jacobibrug, bij de Jacobijnenstraat
- Zandbrug, bij de vroegere Weerdpoort

## Varia
- Aan de Oudegracht ligt de Gesloten Steen, een aan een gebouw vastgeketende zwerfsteen waarover sagen de ronde doen.
- De achtervolgingsscène in de film Amsterdamned is deels opgenomen in de Oudegracht.[4]
- In Madurodam is een gedeelte van de Oudegracht met de karakteristieke werven op schaal 1:25 te zien.
- Op 6 augustus 2006 raakte tijdens een optreden van Zuco 103 op de Muzikale Botenparade een trap van hout en staal naar een werf van de Oudegracht los van de wand. Tientallen toeschouwers op en onder de trap raakten gewond of te water. Een 30-jarige man overleed enkele dagen later in het ziekenhuis.[5]
- Tot 1917 hadden Oudegracht Weerdzijde (tussen Stadhuisbrug en Bemuurde Weerd) en Oudegracht Tolsteegzijde (tussen Donkere Gaard en Tolsteegbarrière) elk een eigen reeks huisnummers. In 1917 zijn beide delen samengevoegd tot Oudegracht en sindsdien begint de nummering bij de Zandbrug.[6][7]
- Sinds 2017 vindt jaarlijks in juni op de Oudegracht de botenparade van de Utrecht Canal Pride plaats.